# Associação dos Arqueólogos Portugueses
L'Associação dos Arqueólogos Portugueses ComSE és una associació fundada el 1863, sent la més antiga en defensa del patrimoni a Portugal. Té sota la seva tutela el Museu Arqueològic do Carmo, a Lisboa, on està situada la seva seu.
El 5 d'octubre de 1932 va ser designada Comendadora de la Ordem Militar de Sant'Iago da Espada (Orde de Sant Jaume de l'Espasa).